# Sin Dios
 (mai 2017).
Si vous disposez d'ouvrages ou d'articles de référence ou si vous connaissez des sites web de qualité traitant du thème abordé ici, merci de compléter l'article en donnant les références utiles à sa vérifiabilité et en les liant à la section « Notes et références ».
Sin Dios est un groupe de punk hardcore espagnol, originaire de Madrid. Il est formé en 1988 et envisage la musique comme un mode de diffusion idéologique, et dans leur cas anarchiste et libertaire. En 2000, le groupe sort la chanson Scala crimen de Estado (en français, Scala crime d'État) pour protester contre la manipulation étatique dans l'Affaire Scala.

## Biographie
Le groupe est formé en 1988 en auto-produit. À ses débuts, le groupe se consacre à l'autogestion et l'anticapitalisme, et proteste contre la politique dans chacune de ses chansons. En 1990, ils enregistrent et publient leur première démo, ...Ni amo, qui comprend 13 chansons anti-politiques. La démo est éditée à 1 000 exemplaires. Par la suite, Sin Dios commence à jouer en Espagne, comme dans les Asturies, Castilla y León, Castilla La Mancha, Cataluña, le Pays basque, Galicia, Comunidad Valenciana, et d'autres villes d'Andalousie. Un an plus tard, Sin Dios publie son premier album studio, Ruido Anticapitalista, au label Potencial Hardcore.
En 1993 sort l'album Alerta Antifascista, édité à 4 000 exemplaires. En 1997 sort leur troisième album studio, Guerra a la guerra, qui est un peu mieux structuré que ses prédécesseurs, avec 19 chansons. Il s'agit du premier album du groupe produit par Difusión Libertaria « La Idea », Potencial Hardcore, et Queimada. Il se vend d'ailleurs à 15 000 exemplaires. Un an plus tard ,ils commencent à tourner dans quatre pays européens, l'Allemagne, la Belgique, la France et les Pays-Bas. En 1999, ils jouent au Mexique, un concert organisé par la JAR (Juventud Antiautoritaria Revolucionaria).
En 2000 sort l'album Ingobernables. À cette période, Pepino se retire du groupe. Pendant que le groupe recherche un nouveau bassiste, il diffuse le clip Sin dios, 10 años de autogestión. Ils signent au label allemand SKULD Releases, et y publient un double LP. En 2004, Sin Dios recrutent un nouveau bassiste, Perico, du groupe 37 Hostias, avec qui ils jouent en studio et sur scène. En 2005 sort les double-albums Solidaridad et Recortes de Libertad.
Le 31 juillet 2006, le groupe annonce sa séparation définitive.

## Discographie
- 1990 : Sin dios... ni amo
- 1991 : Ruido anticapitalista
- 1993 : Alerta antifascista
- 1997 : Guerra a la guerra
- 1999 : Solidaridad
- 2000 : Ingobernables
- 2002 : Odio al Imperio
- 2005 : Recortes de Libertad